# 류승무 묘역 및 만종재
류승무 묘역 및 만종재(柳升茂 墓域 및 萬宗齋)는 대한민국 전라남도 고흥군 과역면 도천리에 있다. 2019년 7월 23일 고흥군의 향토문화재 제4호로 지정되었다.

## 개요
류승무 묘역은 마을 앞 잉어등(지명)에 세워져 있으며, 1727년(영조 3, 崇禎後再丁未五月 日 外裔宋炳普監本縣時立) 당시 고흥현감 송병보가 참배 후 묘비가 없음을 안타깝게 생각하여 건립되었다고 전한다. 묘의 형태는 묘지 주위를 호석을 둘러쌓아 묘를 보호하였으며, 비석은 3기가 남아 있다.
첫 번째 비석은 가첨석, 비신, 비좌로 이루어져 있으며 비 전면에 '高麗贈銀靑光祿大夫門下侍郞平章事密直副使知樞密院事柳升茂之墓'라 적고 있으며, 음기(陰記)에는 '外裔大匡輔國崇祿大夫行判中樞府事閔鎭遠書/崇禎後再丁未五月 日 外裔宋炳普監本縣時立'이라 하여 민진달이 글을 쓰고, 송병보가 비를 세운 것으로 확인 할 수 있다. 전체적인 크기는 총고 229.0cm, 비신고 158.2cm, 비폭 82.0cm, 두께 32.5cm로 되어 있다.
두 번째 비석은 류승무의 부인의 신위단비(高興縣夫人申氏神位之壇), 세 번째  묘역 초입에 비는 1898년에 세워진 비로 전면에 ‘高麗贈平章事柳公之墓’ 17대손 류호(柳浩)가 송병선(宋秉璿)의 찬(撰)과 송병순(宋秉珣)의 서(書)를 받아 세웠다. 비신171.0cm, 비폭 77.2cm, 두께 25.3cm이다.
류승무는 장흥부 고이부곡(高伊部曲)을 고흥현으로 승격시킨 류청신의 아버지이다. 이 지역의 토호세력으로 덕망 높고 학문이 뛰어났다. 사후 명당인 과역면 도천리 마을 앞 잉어등에 안장 되어 큰 인물이 많이 배출되었다고 전한다. 1727년 (영조 3) 5월 흥양현감을 지낸 송병보가 이 지역 뛰어난 인물의 묘 앞에 비가 없음을 안타깝게 여겼다.  이에 글을 잘 쓰고, 문장에 능해 많은 글을 쓴 단암(丹巖) 민진원(閔鎭遠)의 글을 받아 비를 세웠다. 
만종재(萬宗齋)는 류승무를 배향하기 위해 1872년 초창한 제각이다. 주출입문 역할을 하는 백세문(百世門), 요사채 역할의영수재(永修齋)와모성재(慕誠齋),향사를 지내는 본당인 만종재가 있으며, 중수 후 세운 비가 6기 존재한다. 만종재는 건축적․역사적 의미도 있을 뿐 아니라 분방한 기질을 민중에 투사한 류몽인의 『어우야담』이 소장 보관되어 오다 세상에 알려진 만종재본『어우야담』(1964년 류제한에 의해 알려짐)으로 더 알려진 곳이다. 만종재본『어우야담』은 류몽인의『어우야담』을 최초로 정리한 것이라는 학문적 의미가 크다.

## 지정 사유
류승무 묘는 조선 초 이전의 구조로 고흥지역에 그 예가 보이지 않는다. 묘 주위에 세워진 비 3기를 포함하여 훌륭한 문화유산이다. 또한 만종재는 류승무 배향 사우로, 류몽인의『어우야담(於于野談)』만종재본(本)을 소장하고 있어 자료적 가치가 매우 크다.